# 服部征夫
服部 征夫（はっとり ゆくお、1943年（昭和18年）1月8日 ‐ ）は、日本の政治家。東京都台東区長（3期）。元東京都議会議員（5期）、元台東区議会議員（5期）。父親は福岡県八女市長を務めた服部寅雄。

## 来歴・人物
東京府で五人兄弟の末っ子として生まれる。生後、母親の出身地であり、疎開先の埼玉県羽生市で疎開する。戦後、東京都杉並区荻窪に転居し、杉並区立桃井第二小学校に入学し、卒業。卒業後に、父親の出身地である、福岡県八女市に転居し、高校卒業まで当市で育った。八女市立岡山中学校、福岡県立八女高等学校、日本大学法学部管理行政学科卒業。日大在学中に、鵜沢義行（政治学）のゼミで副総長をつとめる。
大学卒業後はブリヂストンタイヤ東京販売に勤務。その後、山田久就元衆議院議員の秘書を務める。
台東区議会議員（5期）、東京都議会議員（5期）を経て、2015年3月吉住弘の在任中の死去に伴い実施された台東区長選に立候補し初当選。2019年の台東区長選挙では新人で元区職員で、元台東区議会議員の小高明などの2人の候補を破り再選。2023年の台東区長選挙で元台東区議の堀越秀生を破り3選。2025年現在、都内の区市町村長では最高齢である。